# Fraser Pass
Fraser Pass är ett bergspass i Kanada.   Det ligger i provinsen British Columbia, i den centrala delen av landet, 3 200 km väster om huvudstaden Ottawa. Fraser Pass ligger 2 442 meter över havet.
Terrängen runt Fraser Pass är bergig åt sydost, men åt nordväst är den kuperad. Fraser Pass ligger uppe på en höjd. Trakten runt Fraser Pass är nära nog obefolkad, med mindre än två invånare per kvadratkilometer.. Det finns inga samhällen i närheten. 
Trakten runt Fraser Pass består i huvudsak av gräsmarker.